# Fercal
| Região Administrativa de Fercal               |                                                         |
|                                               |                                                         |
| \| \| \| Bandeira \|                          |                                                         |
| Região Administrativa XXXI                    |                                                         |
| Fundação: 11 de setembro de 1956 (68 anos)    |                                                         |
| Lei de criação: 4745 de 29 de janeiro de 2012 |                                                         |
| Mapa de Fercal                                |                                                         |
| Limites:                                      | Sobradinho II, Planaltina (GO), Planaltina e Sobradinho |
| Distância de Brasília:                        | 23,7 km                                                 |
| Administrador(a):                             | Fernando Gustavo Lima da Silva                          |
| Área                                          |                                                         |
| - Total                                       | 182 km²                                                 |
| População                                     |                                                         |
| - Total                                       | 8.536 habitantes '                                      |
| Site governamental                            | www.fercal.df.gov.br                                    |
| Bandeira de Fercal                            |                                                         |
| Bandeira                                      |                                                         |

Fercal é uma região administrativa do Distrito Federal brasileiro.

## História
Fercal nasceu em meados de 1956, mas foi em 1961 a partir da autorização do então Presidente do Brasil, Juscelino Kubitschek, para Manoel Demóstenes instalar uma mineradora, a Sociedade Fertilizantes Calcáreos Ltda. (Fercal), na então Fazenda Sobradinho, que a região teve maior crescimento. Com a instalação dessa mineradora na região, teve-se a oferta de emprego como atrativo para pessoas que vinham de todas as regiões do país, principalmente da região nordeste do país, povoando-a e dando-lhe o nome da mineradora.
Atualmente a região é conhecida por ter duas grandes fábricas de cimento, a Ciplan Cimento Planalto, uma das maiores produtoras de cimentos do Centro-Oeste, fundada em 1968 e a Votorantim Cimentos Unidade Sobradinho, fundada em 1972, que faz parte do Votorantim S/A, um dos dez principais produtores de cimento do mundo e líder no setor cimenteiro no Brasil. Além das fábricas de cimento, a região possui grande concentração de usinas de asfalto e mineradoras.
Fercal já fez parte de outras duas regiões administrativas, Sobradinho (de 1964 até 2004) e posteriormente de Sobradinho II (de 2004 a 2012). Em 29 de janeiro de 2012, Fercal foi desmembrada de Sobradinho II e passou a ter administração própria, tornando-se região administrativa. Fercal foi fundada em 11 de setembro de 1956, recebendo a condição de região administrativa, conforme a Lei 4745, de 29 de janeiro de 2012.
Fercal é formada por 14 comunidades habitacionais, por nome de Rua do Mato, Bananal, Engenho Velho, Alto Bela Vista, Fercal Leste, Fercal Oeste, Boa Vista, Caatingueiro, Ribeirão, Queima Lençol, Lobeiral, P.A. Contagem, Córrego do Ouro e Sonhém de Cima. Segundo estudos realizados pela Companhia de Planejamento do Distrito Federal (Codeplan), em 2013, a região possuía uma população urbana de cerca de 8 536 habitantes. Tem como característica principal possuir moradores de longa data, onde a maioria dos habitantes, conhecem uns aos outros. É também, um dos únicos lugares do Distrito Federal que mais da metade dos moradores trabalham na própria região.

## Segurança pública e criminalidade
Os números oficiais revelam que a região mais perigosa do DF é a Fercal. Apelido dado a um local invadido por migrantes, hoje regularizado, onde vivem quase 9 mil pessoas. No primeiro semestre de 2016, a pequena região administrativa registrou 45 mortes violentas por grupo de 100 mil habitantes.